# Oxyopes wokamanus
Oxyopes wokamanus là một loài nhện trong họ Oxyopidae.
Loài này thuộc chi Oxyopes. Oxyopes wokamanus được Embrik Strand miêu tả năm 1911.